# Алиев, Ниязи Гусейнбала оглы
Ниязи Гусейнбала оглы Алиев (азерб. Niyazi Hüseynbala oğlu Əliyev; род. 30 января 1986, пос. Маштага, Азербайджан) — азербайджанский каратист. Чемпион мира по карате WKC 2011 года, двукратный чемпион Европы (2009, 2015) по карате WKF (до 67 кг), серебряный призёр чемпионата мира (2010). Обладатель второго дана. Член сборной Азербайджана по карате.

## Биография
Родился 30 января 1986 года в пригороде Баку, посёлке Маштага. Заниматься карате начал с 7 лет.